# 부산 범방동 패총
범방동 패총(凡方洞 貝塚)은 부산광역시 강서구 범방동에 있는, 신석기시대의 전기·중기·후기에 해당하는 3개의 문화층으로 형성되어 있는 유적이다. 1996년 5월 25일 부산광역시의 기념물 제44호 범방동패총으로 지정되었다가, 2014년 9월 3일 범방동 패총으로 명칭이 변경되었다.

## 개요
패총(貝塚)이란 수렵, 어로, 채집에 의하여 살아온 옛 사람들이 조개를 먹은 뒤 버린 조개껍데기와 생활쓰레기가 함께 쌓여 이루어진 유적으로 조개더미라고도 한다.
범방동패총은 신석기시대의 전기·중기·후기에 해당하는 3개의 문화층으로 형성되어 있는 유적으로 범방동 입구에 있다. 이 패총에서 조사된 유구는 둥근 화덕자리와 둥근돌무지유구, 그리고 널무덤을 비롯한 7기이다. 널무덤에서 출토된 사람의 뼈는 10세 전후의 여자아이의 것으로 추정되며, 뼈의 상태는 불량하나 두개골은 비교적 제 모습을 유지하고 있다. 둥근 화덕자리와 둥근돌무지유구는 배치상태나 주변 환경으로 보아 어패류나 동물을 요리하기 위한 야외 시설물로 보인다. 이 밖에 우리나라 남해안지역의 신석기시대 전 기간에 걸친 다양한 토기류가 출토되었고, 신석기시대 전기의 석기류가 출토되었다.
범방동 패총은 신석기시대의 전기부터 후기에 이르는 전 시기의 다양한 유물이 출토된 유적으로 신석기시대 생활문화 연구의 귀중한 자료로써 기념물로 지정하였다.

## 참고 문헌
- 범방동 패총 - 국가유산청 국가유산포털